# Schloss Köniz

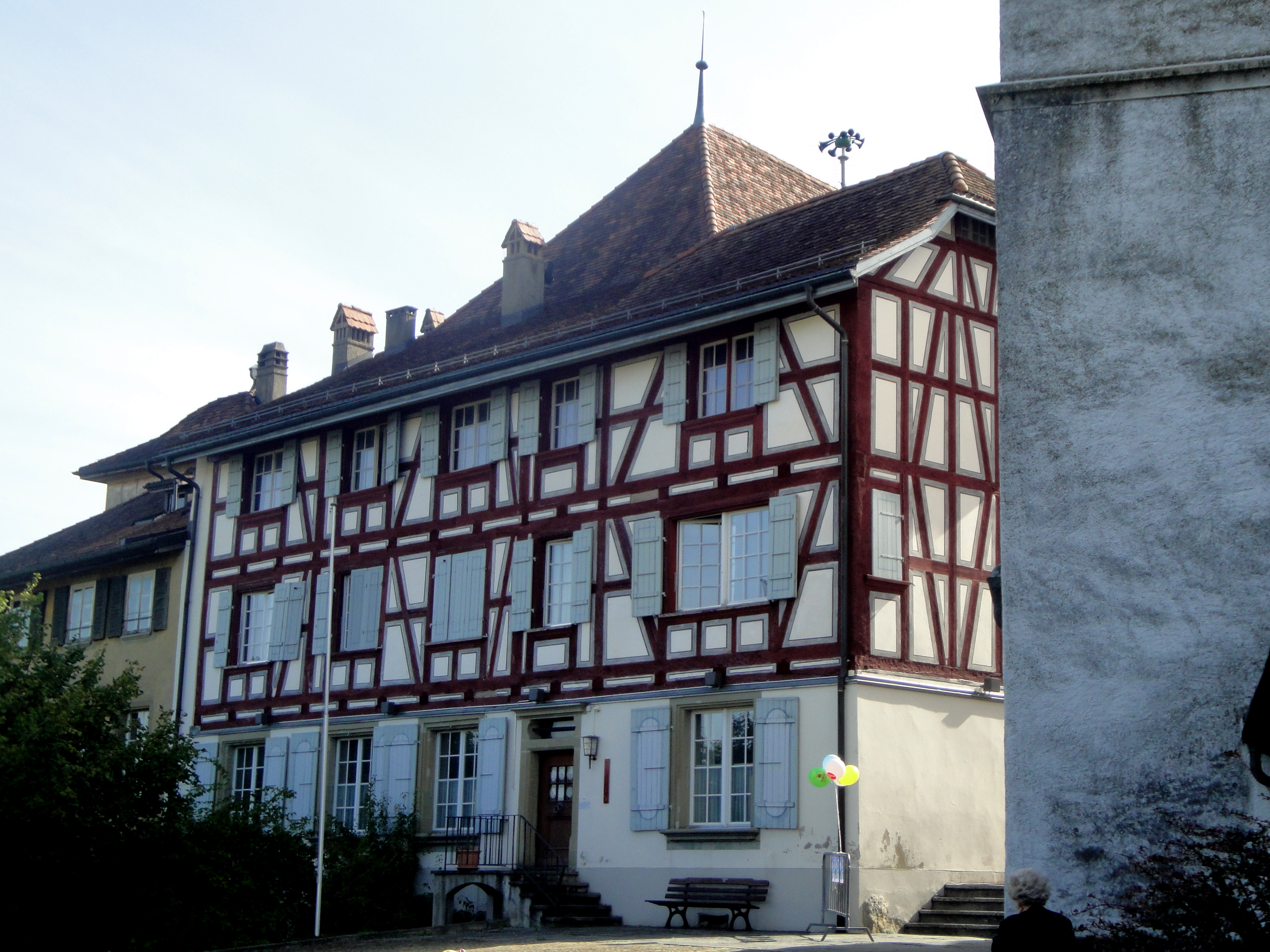
Die ehemalige Komturei (heute Pfarrhaus).

Das Schloss Köniz ist ein Schloss in der Gemeinde Köniz im Kanton Bern.

## Geschichte
Das Gebäude wurde Anfang des 11. Jahrhunderts als ummauertes Stiftsgebäude der Augustinerchorherren erstellt.
Ab 1226 war das Schloss im Besitz des Deutschen Ordens bis zur Aufhebung der Komturei. Um 1261 wurde ein Ritterhaus und der Innenhof gebaut. Im 14. und 15. Jahrhundert kamen weitere Gebäude hinzu. 1610 wurde das Hauptgebäude im nachgotischen Stil umgebaut. 1729 erwarb die Stadt Bern das Schloss und nutzte es bis zum Franzoseneinfall 1798 als Landvogtei.
Im 18. Jahrhundert wurde die Gesamtanlage komplett erneuert. Seit 1825 dient der Westtrakt als Pfarrhaus und das übrige Gebäude ist seit 2000 Kirchgemeindezentrum.

## Liste der Komturen von Köniz
Liste der Komturen bis zur Reformation 1528 im Kanton Bern
- Heinrich, um 1241, 1262
- Burkard, 1256
- Goezinus, 1263
- Konrad von Fischerbach, 1268, 1292
- Burkard von Schwanden, 1275
- Volpert, 1277
- Heinrich von Blansingen, 1279
- Werner Fasser, 1309, 1319
- Konrad Küchlin, 1310
- Otto von Schliengen, 1312
- Konrad von Sigolsheim, 1319–1322
- Peter von Strassburg, 1325–1329
- Konrad von Kramburg, 1331–1338
- Ulrich von Dettingen, 1344
- Hartmann von Ballwil, 1345–1346
- Heinrich von Dettingen, 1348–1355
- Mangold von Brandis, 1356
- Roman von Kuchimeister, 1356
- Werner von Brandis, 1357
- Ulrich von Königsegg, 1357/1358
- Franz Senno, 1364, 1398
- Vinzenz von Bubenberg, 1365–1368
- Friedrich von Ebersberg, 1368
- Günther von Strassburg, 1373–1376
- Arnold Schaler, 1377–1379
- Johann von Gerstungen, 1386–1388
- Johann Böcklin, 1392
- Henmann von Erlach, 1408–1414
- Daniel von Schletten, 1418, 1430
- Hans von Neuenhausen, 1442–1444
- Hans Truchsess von Rheinfelden, 1445–1451
- Henmann von Erlach, 1452–1454
- Rudolf von Rechberg, 1460, 1476
- Andreas Schmitt, 1462
- Christoph Reich von Reichenstein, 1485, 1500
- Rudolf von Andlau, 1497
- Rudolf von Friedingen, 1503–1519
- Albrecht von Breitenlandenberg, 1519–1523
- Hans Heinrich von Vogt von Altensumerau und Prasberg, 1523–1528